# Catherine Davies
Catherine Davies, född 1773 i Beaumaris i Storbritannien, död omkring 1841, var en brittisk hovfunktionär och memoarskribent. Hon var guvernant för barnen till Neapels kungapar Joachim Murat och Caroline Bonaparte. Hon utgav sina memoarer 1841.